# Karel de Waepenaert de Termiddelerpen
Carolus Ludovicus (Karel Lodewijk) (Charles Antoine Louis)  de Waepenaert de Termiddelerpen (Aalst, 2 februari 1760 – aldaar, 3 juni 1834) was een Zuid-Nederlands politicus.

## Levensloop
Hij werd geboren in het adellijke geslacht De Waepenaert, zijn vader was Anthon de Waepenaert de Termiddelerpen, burgemeester van Aalst en gedeputeerde bij de Staten van Vlaanderen.
In 1816, onder het Verenigd Koninkrijk der Nederlanden, werd hij benoemd in de Ridderschap van de provincie Oost-Vlaanderen met de titel ridder, overdraagbaar bij eerstgeboorte. Hij trouwde met Marie-Jeanne de Clippele (1757-1788), hertrouwde met Marie van Langenhove (1766-1766) en trouwde een derde maal met Marie Wouters (1767-1843). Hij had vijf kinderen uit het eerste huwelijk, twee uit het tweede huwelijk en drie uit het derde huwelijk. 
Hij was schepen en burgemeester van Aalst onder het Verenigd Koninkrijk der Nederlanden, in de hoedanigheid van burgemeester volgde hij Charles de Ruddere op. Na zijn aftreden als burgemeester bleef de Waepenaert lid van de regeringsraad tijdens het burgemeesterschap van François Xavier de Vilander. Tevens was hij tot 1825 lid van de Provinciale Staten van Oost-Vlaanderen en van 1825 tot 1830 lid van de Tweede Kamer voor de Nederlandse provincie Oost-Vlaanderen. Hij stond bekend als regeringsgezind en was ook een tegenstander van de scheiding van Noord en Zuid.
Hij was de schoonvader van Nikolaus Augustin de la Haye.